# Faryd Mondragón
Pour les articles homonymes, voir Mondragon (homonymie).
Faryd Camilo Mondragón, né le 21 juin 1971 à Cali, est un footballeur colombien évoluant au poste de gardien de but au Deportivo Cali. Au cours de sa carrière il joue successivement au Real Cartagena, à l'Independiente Santa Fe, au Cerro Porteño, à Argentinos Juniors, au CA Independiente, au Real Saragosse, au FC Metz, à Galatasaray, au FC Cologne et au Union de Philadelphie ainsi qu'en équipe de Colombie.
Faryd Camilo Mondragón compte 51 sélections avec l'équipe de Colombie entre 1993 et 2014. Il participe à la Coupe du monde en 1994, 1998 et 2014 et à la Copa América en 1993 et 1997 avec la Colombie.
Il détenait jusqu'au 25 juillet 2018 le record du joueur le plus âgé à jouer en Coupe du monde à 43 ans et 3 jours. Record détenu depuis le 25 juin 2018 par le gardien égyptien Essam el-Hadari. Il fête ce record le 24 juin 2014 en entrant en jeu à la 84e minute lors du match contre le Japon sous les ovations du public qui scande son nom et les applaudissements de ses partenaires. Ce fut d'ailleurs son dernier match professionnel, puisqu'il mit un terme à sa carrière le 7 juillet 2014, après 24 ans de carrière.

## Biographie

### Vie privée
Faryd Mondragon est un colombien d'origine libanaise. Son prénom Faryd signifie « unique » en langue arabe. Il est maronite et fait le signe de croix relatif à sa religion à chaque match.
Le 13 janvier 2016, l'ancien portier colombien est admis à l’hôpital pour une tentative de suicide à la suite de la prise volontairement excessive de médicaments pour traiter la dépression. Ses jours s'avèrent finalement ne pas être en danger,.

### Carrière en club
Mondragon est né d'un père colombien et d'une mère libanaise. Il joue longtemps en Amérique du Sud, débutant dans son pays au Deportivo Cali puis à l'Independiente Santa Fe avant de rejoindre Cerro Porteño au Paraguay. Sa carrière décolle lorsqu'il rejoint le championnat plus huppé d'Argentine avec les Argentinos Juniors en 1993. Il reçoit alors sa première sélection en équipe de Colombie. L'année suivante il rejoint le CA Independiente où il devient le gardien titulaire durant quatre saisons.
Ses performances lui permettent de détrôner Óscar Córdoba dans l'équipe titulaire de Colombie sélectionné pour la Coupe du monde 1998. Observé pour la première fois hors du continent américain, il est alors repéré par le club espagnol du Real Saragosse qui le signe pour la saison 1998-1999.
Pour sa première saison dans un championnat européen, Mondragon ne parvient pas à s'imposer, il retourne à l'Independiente dès la saison 1999-2000. C'est alors que le FC Metz fait appel à lui pour pallier le départ de Lionel Letizi au PSG.
Brillant sous le maillot grenat, il est le grand artisan du maintien du FC Metz en Ligue 1 à l'issue de la saison 2000-2001 tant il a multiplié les exploits match après match pour assurer les victoires ou matchs nuls ayant permis ce maintien, le club lorrain se sauvant de justesse.
Mais une obscure histoire de faux passeport vient ternir cette belle saison. Mondragon est reconnu coupable d'utiliser un faux passeport grec et malgré les circonstances atténuantes : le passeport lui aurait été fourni par des avocats véreux et le FC Metz n'avait pas atteint la limite de joueurs hors CEE, Mondragon est interdit de territoire français et doit quitter le pays.
Il rebondit en Turquie au Galatasaray SK où il réalise de nouvelles grandes performances et devient double champion de Turquie ainsi que l'un des joueurs préférés des supporters.
Après six saisons passées dans ce club, il rejoint le FC Cologne. Son arrivée force le départ du gardien titulaire Stefan Wessels vers Everton.

### Sélection nationale
Le 24 juin 2014, il rentre en jeu à la 84e minute du troisième match de poule Japon-Colombie de la Coupe du monde 2014 et devient, à 43 ans et 3 jours, le joueur le plus âgé à participer à une rencontre de Coupe du monde et le Cafetero le plus âgé à avoir jamais joué pour la sélection. Son record est battu le 25 juin 2018 par l’Égyptien Essam el-Hadari, qui joue le troisième match de groupe entre l’Arabie saoudite et l’Egypte à l’âge de 45 ans.

## Palmarès

### En équipe nationale
- 51 sélections avec l'équipe de Colombie entre 1993 et 2014.
- Troisième de la Copa América 1993.
- Quart-de-finaliste de la Copa América 1997
- Participe au premier tour de la coupe du monde 1994, de la coupe du monde 1998 et de la coupe du monde 2014. Lors de cette coupe du monde, il entre en jeu lors du match Japon-Colombie, 3e match de la phase de poules, devenant ainsi le gardien le plus âgé (à 43 ans et 3 jours) à participer à une coupe du monde.

### Avec Independiente
- Vainqueur de la Recopa Sudamericana en 1995.
- Vainqueur de la Supercopa Sudamericana en 1995.

### Avec Galatasaray
- Vainqueur du Championnat de Turquie de football en 2002 et 2006.
- Vainqueur de la  Coupe de Turquie de football en 2005.

### Distinctions personnelles
- Élu joueur du mois d'août 2000 par le jury "LNF-France Soir" (devant Stéphane Dalmat et Djezon Boutoille)